# مینیوری سوزوکی
مینیوری سوزوکی (انگلیسی: Minori Suzuki; ۱ اکتبر ۱۹۹۷ – ) صداپیشه، خواننده، مجری رادیو، و یوتیوبر اهل ژاپن بود. وی از سال ۲۰۱۵ میلادی تاکنون مشغول فعالیت بوده‌است.